# Pablo Schreiber
Pablo Schreiber (n. 26 aprilie 1978, Regional District of Central Kootenay⁠(d), British Columbia, Canada) este un actor canadiano-american. Este cel mai cunoscut pentru rolul lui Nick Sobotka din The Wire sau ca George "Pornstache" Mendez în Orange Is the New Black. A fost nominalizat la Tony Award  pentru interpretarea din Awake and Sing! de pe Broadway. A narat audiobookul American Psycho.  A apărut în serialul HBO The Brink ca Lieutenant Commander Zeke "Z-Pak" Tilson. A jucat rolul principal în filmul lui Michael Bay 13 Hours: The Secret Soldiers of Benghazi (2016). A jucat rolul lui William Lewis în Law and Order Special Victims Unit. Apare în serialul TV  Zei americani ca leprechaunul Mad Sweeney.
Este fratele actorului Liev Schreiber.

## Biografie
La 6 luni părinții săi s-au mutat în Winlaw, British Columbia.

## Filmografie
| An   | Titlu                                     | Rol                      | Note             |
| ---- | ----------------------------------------- | ------------------------ | ---------------- |
| 2001 | Bubble Boy                                | Todd                     |                  |
| 2003 | The Mudge Boy                             | Brent                    |                  |
| 2004 | The Manchurian Candidate                  | Eddie Ingram             |                  |
| 2004 | Invitation to a Suicide                   | Kazimierz "Kaz" Malek    |                  |
| 2005 | Lords of Dogtown                          | Stecyk                   |                  |
| 2006 | Jimmy Blue                                | Jimmy                    | Short film       |
| 2008 | Quid Pro Quo                              | Brooster                 |                  |
| 2008 | Vicky Cristina Barcelona                  | Ben                      |                  |
| 2008 | Nights in Rodanthe                        | Charlie Torrelson        |                  |
| 2008 | Favorite Son                              | David Paxton             | Also co-producer |
| 2009 | Breaking Upwards                          | Turner                   |                  |
| 2009 | Tell-Tale                                 | Bernard Cochius          |                  |
| 2010 | Happythankyoumoreplease                   | Charlie                  |                  |
| 2012 | Allegiance                                | Lieutenant Alec Chambers |                  |
| 2014 | Preservation                              | Sean Neary               |                  |
| 2014 | Fort Bliss                                | Staff Sergeant Donovan   |                  |
| 2014 | After                                     | Christian Valentino      |                  |
| 2015 | The Dramatics                             | Bryan Macy               |                  |
| 2016 | 13 Hours: The Secret Soldiers of Benghazi | Kris "Tanto" Paronto     |                  |
| 2016 | The King's Daughter                       | Dr. Labarthe             |                  |

| An         | Titlu                             | Rol                           | Note                                                                                     |
| ---------- | --------------------------------- | ----------------------------- | ---------------------------------------------------------------------------------------- |
| 2003, 2008 | The Wire                          | Nickolas "Nick" Sobotka       | 13 episoade                                                                              |
| 2003       | A Painted House                   | Hank Spruill                  | Film TV                                                                                  |
| 2005       | Law & Order: Criminal Intent      | Ed Lang                       | Episodul: "The Unblinking Eye"                                                           |
| 2005       | Into the Fire                     | Sandy Manetti                 | Film TV                                                                                  |
| 2006       | Law & Order                       | Kevin Boatman                 | Episodul: "America, Inc."                                                                |
| 2007       | Law & Order: Special Victims Unit | Dan Kozlowski                 | Episodul: "Haystack"                                                                     |
| 2007       | The Black Donnellys               | Mitchell Carr                 | Episodul: "When the Door Opens"                                                          |
| 2007       | Law & Order: Criminal Intent      | TJ Hawkins                    | Episodul: "Self-Made"                                                                    |
| 2008       | Dirt                              | Jason Konkey                  | 3 episoade                                                                               |
| 2008       | Fear Itself                       | Mattingley                    | Episodul: "Eater"                                                                        |
| 2008       | Army Wives                        | Tim                           | 3 episodes                                                                               |
| 2008       | Life on Mars                      | Kim Trent                     | Episodul: "The Real Adventures of the Unreal Sam Tyler"                                  |
| 2008       | Law & Order                       | Sean Hauser                   | Episodul: "Rumble"                                                                       |
| 2009       | The Beast                         | Officer Delaney               | Episodul: "Capone"                                                                       |
| 2009       | Numbers                           | Tal Feigenbaum                | 2 episodes                                                                               |
| 2009       | It's Always Sunny in Philadelphia | Ricky Falcone                 | Episodul: "A Very Sunny Christmas"                                                       |
| 2009       | Three Rivers                      | Nick                          | Episodul: "The Kindness of Strangers"                                                    |
| 2010       | Medium                            | Jeremy Kiernan                | Episodul: "An Everlasting Love"                                                          |
| 2011       | Lights Out                        | Johnny Leary                  | Main cast; 13 episodes                                                                   |
| 2011       | The Good Wife                     | Gregory Mars                  | Episodul: "Ham Sandwich"                                                                 |
| 2011–2012  | Weeds                             | Demetri Ravitch               | 8 episodes                                                                               |
| 2011–2012  | A Gifted Man                      | Anton Little Creek            | Main cast; 16 episodes                                                                   |
| 2012       | Person of Interest                | Tommy Clay                    | Episode: "Matsya Nyaya"                                                                  |
| 2012       | Made in Jersey                    | Luke Aaronson                 | Episodul: "Pilot"                                                                        |
| 2013       | White Collar                      | JB Bellmiere                  | Episodul: "The Original"                                                                 |
| 2013       | Muhammad Ali's Greatest Fight     | Covert Becker                 | Television film                                                                          |
| 2013–2014  | Law & Order: Special Victims Unit | William Lewis                 | 8 episodes                                                                               |
| 2013–2017  | Orange Is the New Black           | George "Pornstache" Mendez    | 18 episodes Nominated—Primetime Emmy Award for Outstanding Guest Actor in a Drama Series |
| 2013       | Ironside                          | Virgil                        | Main cast; 9 episodes                                                                    |
| 2015       | The Brink                         | Lt. Cmdr. Zeke "Z-Pak" Tilson | Main cast                                                                                |
| 2017       | American Gods                     | Mad Sweeney                   | Currently starring; Main cast                                                            |

| An   | Titlu     | Rol              |
| ---- | --------- | ---------------- |
| 2007 | Manhunt 2 | The Asylum Staff |